# 哈氏管鼻蝠
哈氏管鼻蝠（学名：Murina harrisoni），一种分布于东南亚中南半岛及中国华南地区等地区的蝙蝠，隶属于蝙蝠科管鼻蝠属。

## 形态特征
哈氏管鼻蝠前臂长34.09～40.32毫米，颅全长17.19～19.13毫米。背毛黄褐色，腹毛浅黄褐色。